# Янушевский, Юлиан
Ю́лиан Януше́вский (пол. Julian Januszewski, лит. Julijonas Januševskis; 18 ноября 1857 — после 1914) — виленский архитектор польского происхождения, представитель историзма.

## Биография
В 1876—1884 годах учился в Санкт-Петербургском институте гражданских инженеров. В 1884 году основал Техническую контору в Вильне, выполнявшую частные инженерные и архитектурные заказы.
Служил инженером-контролёром Варшавской железной дороги, с 1888 года в Виленской городской санитарной комиссии. В 1890—1898 годах занимал должность виленского городского инженера. Под его руководством были оборудованы артезианские колодцы, остробрамская ветка водопровода, укреплена набережная Вилии. В 1905—1909 годах был ковенским городским инженером. Состоял членом Виленской городской думы (1905—1909).

## Проекты
Важнейшие проекты реализованы в Вильнюсе. К наиболее значительным относятся:
- Дом А. Снядецкого на Георгиевском проспекте (1886; в советское время Центральный почтамт на проспекте Ленина, ныне Центральная почта Вильнюсского уезда на проспекте Гедимино, Gedimino pr. 7) с формами итальянского Ренессанса. Главный фасад симметричный, с широкой лентой, отделяющей первый и второй этажи. В центре выступают колонны в 3/4 с канелюрами, по краям — канелированные пилястры того же ордера. Сдвоенные окна третьего этажа уже, чем окна на втором этаже. В 1969 году здание реконструировано по проекту архитекторов Альгимантаса и Витаутаса Насвитиса[1].

- Резиденция на улице Жигиманту (1886; Žygimantų g. 4)

- Так называемая Китайская вилла на улице Косцюшкос (1888; T. Kosciuškos g. 30), где располагался Институт истории, а ныне — Департамент национальных меньшинств и эмиграции при Правительстве Литовской Республики.

- Башня неоготической часовни на кладбище Расу (1888)

- Неоготический дворец врача Гилярия Радушкевича на Кальварийской улице (1894—1900; ныне помещение Союза архитекторов Литвы на улице Калвариёс, Kalvarijos g. 1/2) на правом берегу Вилии неподалёку от Зелёного моста. Возвышается на террасе, виден из Старого города и городского центра, формируя вид набережной Вилии. Дворец образуют два соединённых корпуса — трёхэтажный юго-восточный и двухэтажный с мансардой северный. Композиционно доминирует юго-восточный корпус с отчётливым акцентом — восьмиугольной башней в юго-восточном углу (высота 20 м). Узкий и длинный северный корпус расположен несколько выше второго. Между корпусами имеется небольшой внутренний двор, с востока отделённый высокой кирпичной стеной. Построен из жёлтого кирпича, нештукатуренный; крыша крыта жестью. В стиле, помимо элементов неоготики, присутствуют модифицированные формы других исторических стилей (византийского, романского, ренессанса). Строительством на протяжении 6 лет руководили разные архитекторы. После смерти собственника (1900) владельцами стали наследники, затем дворец принадлежал купцу Израилю Донскому (с 1911 года), в 1923 года братьям Зингерам (владельцам стекольной фабрики). В 1926—1931 годах в здании сдавалась 21 жилая квартира. В 1939 году его приобрёл литовец из Риги Казимерас Бурба. После Второй мировой войны здесь некоторое время располагалось общежитие педагогического института, станция Скорой помощи, бюро Судебно-медицинской экспертизы. В 1962—1963 годах была снесена почти половина здания (западный корпус и западная часть северного корпуса). В 1984—1985 годах здание было реконструировано по проекту архитектора Витаутаса Габрюнаса и приспособлено для нужд Союза архитектора[2].

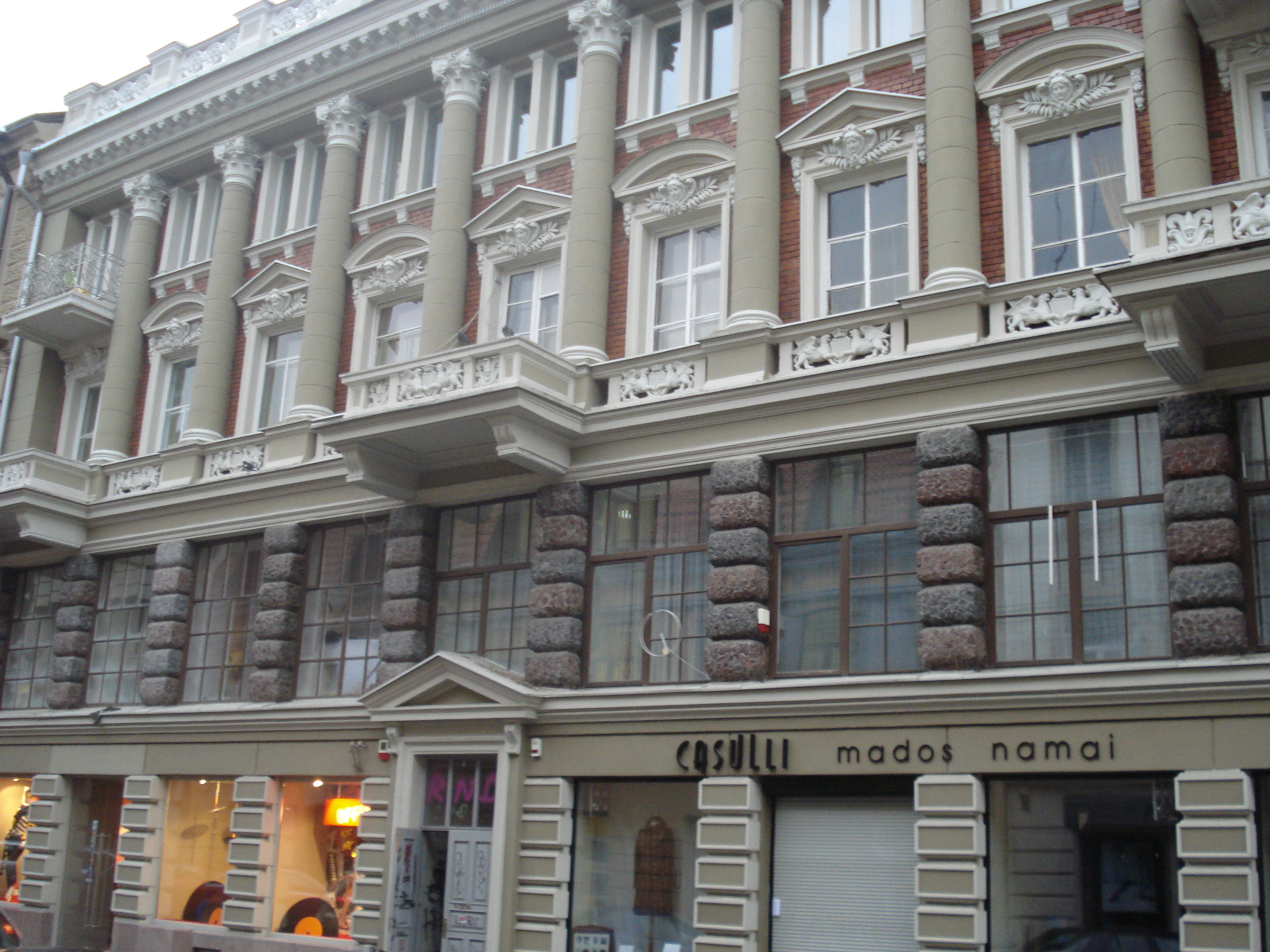
Дом Янушевского

- Собственный четырёхэтажный жилой дом на улице Виленской (1898; улица Вильняус, Vilniaus g. 21). Фасад по горизонтали членится на две части, объединяющие каждая по два этажа. В нижней части между массивным рустом грубо отёсанного камня располагаются широкие витринные окна. В верхней части кирпичная стена по вертикали членится массивными колоннами. Центр и края фасада подчёркивают балконы. На втором этаже балконы закрытые и украшены барельефами, изображающими грифонов, держащих герб с короной. Балконы третьего этажа более лёгкие, огорожены ажурными металлическими оградами. Окна третьего этажа декорированы лепниной. Узкие окна четвёртого этажа сдвоены. Карниз зубчатый, край крыши украшает низкий аттик с розетками и столбиками. Нижний этаж предназначался для магазина. На верхних этажах сдавались квартиры в наём. С 1913 года участок и здание принадлежали графу Сергею Лопацинскому. В советское время здесь располагалось кафе «Жуведра» и винный магазин[3].

- Здание Виленского окружного военного суда на Георгиевском проспекте (не сохранилось)

По проекту Янушевского в 1888 году в восточном корпусе бывшего дворца графа Игнацы Корвин-Милевского (ныне дворец Союза писателей Литвы на улице К. Сирвидо (K. Sirvydo g. 6) были проделаны новые ворота во двор, а на месте прежнего подъезда (находившегося южнее) было устроено жилое помещение.

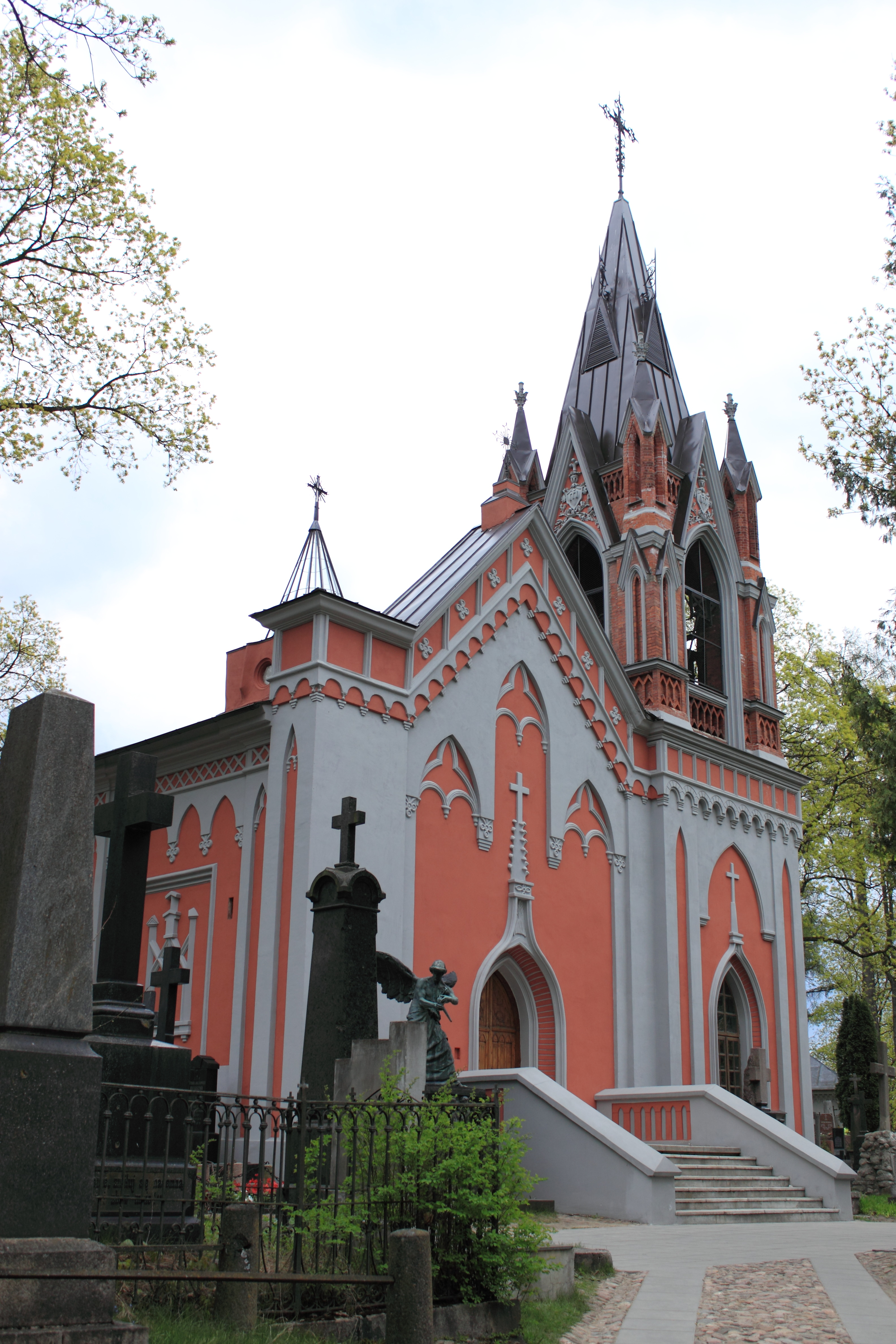
Часовня на Расу
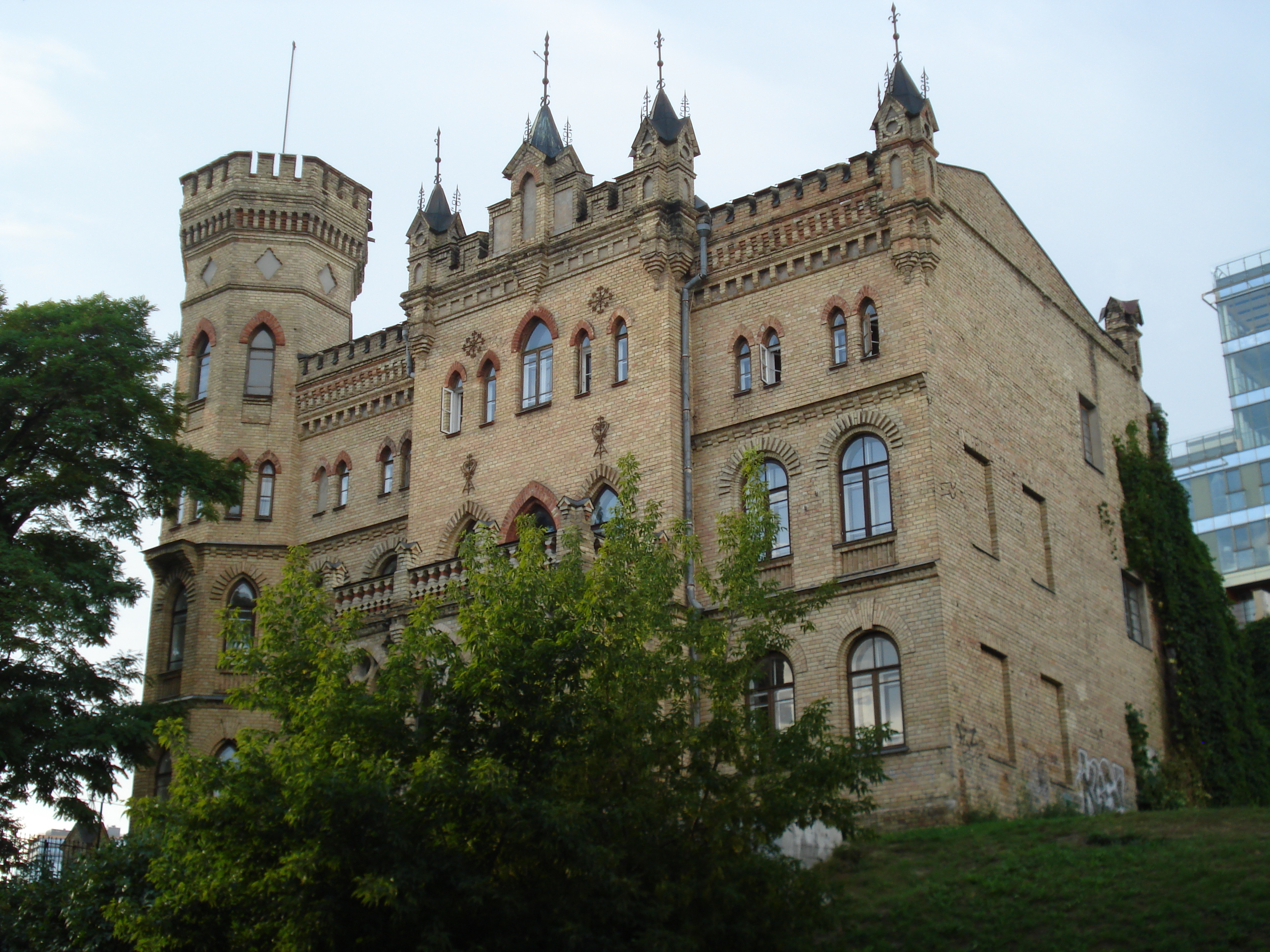
Дворец Радушкевича
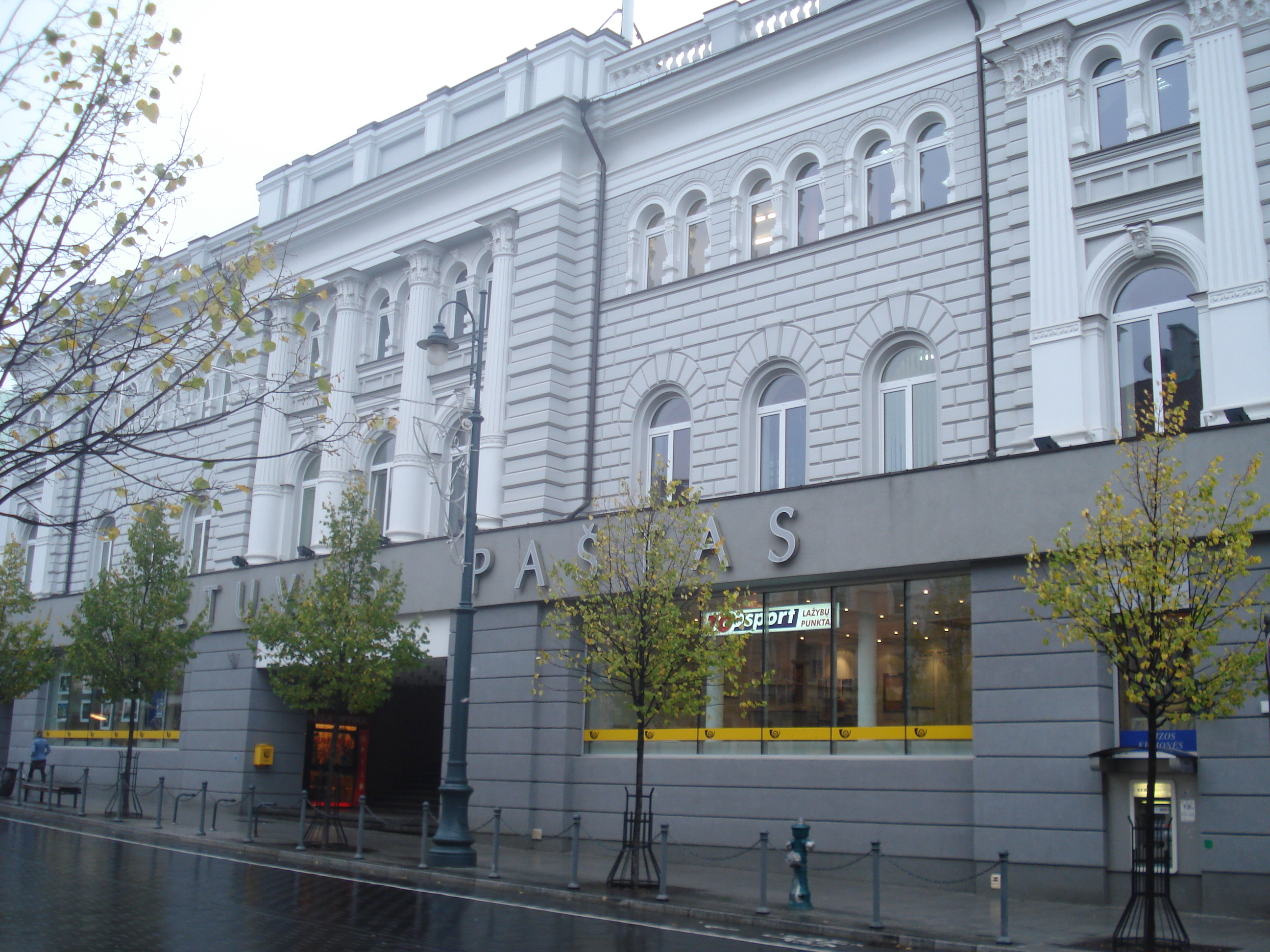
Дом А. Снядецкого